# カルレティキュリン
カルレティキュリン（英: calreticulin）は、ヒトではCALR遺伝子にコードされるタンパク質であり、カルレギュリン（calregulin）、CRP55、CaBP3、ERp60（endoplasmic reticulum resident protein 60）などの名称でも知られる。
カルレティキュリンはカルシウムイオン（Ca2+）を結合する多機能型可溶性タンパク質である。Ca2+の結合親和性は低いものの、多くのCa2+を結合し、シグナルに伴って放出される。カルレティキュリンは小胞体と関連した貯蔵区画に位置し、小胞体常在タンパク質であると考えられている。
一部の文献で用いられている"Mobilferrin"もカルレティキュリンと同一のものであると考えられている。

## 機能
カルレティキュリンは誤ったフォールディングを行ったタンパク質に結合し、小胞体からゴルジ体への輸送を防ぐ。
類似した品質管理シャペロンであるカルネキシンは可溶性タンパク質に対してカルレティキュリンと同様の機能を果たすが、カルネキシンは膜タンパク質である。カルネキシンとカルレティキュリンはどちらも、末端にグルコース残基を含むオリゴ糖に結合する機能を持ち、こうした糖鎖を持つタンパク質を分解の標的としている。カルレティキュリンとカルネキシンは炭水化物に結合する能力を持つため、レクチンファミリーと関係している。正常な細胞過程においては、N-結合型グリコシル化時に付加されたオリゴ糖コア構造中のグルコースは、タンパク質のプロセシングの過程でトリミングされる。タンパク質のフォールディングを監視している酵素がミスフォールディングを検知した場合には、タンパク質にグルコース残基が再付加され、カルレティキュリン/カルネキシンが結合することでタンパク質のゴルジ体への移行が防がれるとともに、再フォールディングが試みられる。再フォールディングが成功しなかった場合には、異常なフォールディングのタンパク質は分解標的となる経路へ向かう。
カルレティキュリンとカルネキシンは、MHCクラスI分子の産生にも重要なタンパク質である。新たに合成されたMHCクラスI分子α鎖が小胞体へ移行すると、カルネキシンが結合して部分的にフォールディングした状態に維持する。β2-ミクログロブリンがペプチドローディング複合体（PLC）に結合した後、カルレティキュリン（とERp57）はMHCクラスI分子に対するシャペロン作用を引き継ぎ、タパシンがPLCと抗原処理関連トランスポーター（TAP）とを関連付ける。この結合によって、MHCクラスI分子が細胞表面に提示する抗原を結合する準備が整ったこととなる。
トランスジェニックマウスを用いた研究では、カルレティキュリンは心臓発生に必要不可欠な遺伝子であることが明らかにされている。

### 転写調節
カルレティキュリンは核内にも存在し、転写調節に関与している可能性が示唆されている。カルレティキュリンは核内受容体スーパーファミリーのDNA結合ドメインのアミノ酸配列とほぼ同一なKLGFFKR合成ペプチドに結合する。カルレティキュリンのN末端は糖質コルチコイド受容体のDNA結合ドメインと相互作用し、糖質コルチコイド応答エレメントへの受容体の結合を防いでいる。カルレティキュリンはアンドロゲン受容体のホルモン応答エレメントへの結合も阻害する。In vivoではアンドロゲン受容体とレチノイン酸受容体の転写活性の阻害や、レチノイン酸による神経分化の阻害を行うこともできる。このように、カルレティキュリンは核内ホルモン受容体による遺伝子転写の調節の重要な調節因子としても機能する。

## 臨床的意義
カルレティキュリンは、抗SS-A/Ro抗体を持つ全身性エリテマトーデスやシェーグレン症候群の患者の特定の部位で自己抗体に結合する。全身性エリテマトーデスはカルレティキュリンに対する自己抗体価の上昇と関係しているが、カルレティキュリンがSS-A/Ro抗原であるわけではない。初期の論文ではカルレティキュリンをSS-A/Ro抗原としているが、後に反証されている。ヒトカルレティキュリンに対する自己抗体価の上昇は、先天性完全心ブロック（CCHB）の新生児にみられ、IgG抗体とIgM抗体の双方がみられる。
2013年に2つのグループによって本態性血小板血症と原発性骨髄線維症のJAK2変異陰性/MPL変異陰性型患者の大部分でカルレティキュリン遺伝子に変異がみられることが明らかにされ、CALR変異は骨髄増殖性腫瘍の中で2番目に多い変異となった。全ての変異（挿入や欠失）は遺伝子の最終エクソンに影響を与えるものであり、リーディングフレームの変化によって末端のペプチド配列が変化し、小胞体への保持を担うKDELシグナルの喪失が引き起こされていた。

## がんにおける役割
カルレティキュリンは多くのがん細胞で発現しており、一方でマクロファージによる有害ながん細胞の貪食を促進する役割も果たす。こうしたカルレティキュリン発現がん細胞の大部分が破壊されないのは、カルレティキュリンを遮断するCD47が存在しているためである。そのため、CD47を遮断する抗体はがん治療に有用である可能性がある。骨髄性白血病や非ホジキンリンパ腫のマウスモデルでは抗CD47抗体ががん細胞の除去に有効であり、また正常細胞は影響を受けなかった。

## 相互作用
カルレティキュリンはパーフォリンやTTF-1と相互作用することが示されている。

## 関連文献
- “The evolutionary history of calreticulin and calnexin genes in green plants”. Genetica 139 (2):  225–9. (Feb 2011). doi:10.1007/s10709-010-9544-y. PMID 21222018.
- “Calreticulin”. The International Journal of Biochemistry & Cell Biology 30 (5):  553–8. (May 1998). doi:10.1016/S1357-2725(97)00153-2. PMID 9693955.
- “Congenital heart block not associated with anti-Ro/La antibodies: comparison with anti-Ro/La-positive cases”. The Journal of Rheumatology 36 (8):  1744–8. (Aug 2009). doi:10.3899/jrheum.080737. PMC 2798588. PMID 19567621.
- “Expression of calreticulin is associated with infiltration of T-cells in stage IIIB colon cancer”. World Journal of Gastroenterology 16 (19):  2428–34. (May 2010). doi:10.3748/wjg.v16.i19.2428. PMC 2874150. PMID 20480531.
- “A mechanism of release of calreticulin from cells during apoptosis”. Journal of Molecular Biology 401 (5):  799–812. (Sep 2010). doi:10.1016/j.jmb.2010.06.064. hdl:10871/20264. PMID 20624402.
- “Calreticulin enhances B2 bradykinin receptor maturation and heterodimerization”. Biochemical and Biophysical Research Communications 387 (1):  186–90. (Sep 2009). doi:10.1016/j.bbrc.2009.07.011. PMID 19580784.
- “Getting in and out from calnexin/calreticulin cycles”. The Journal of Biological Chemistry 283 (16):  10221–5. (Apr 2008). doi:10.1074/jbc.R700048200. PMC 2447651. PMID 18303019.
- “Calreticulin promotes cell motility and enhances resistance to anoikis through STAT3-CTTN-Akt pathway in esophageal squamous cell carcinoma”. Oncogene 28 (42):  3714–22. (Oct 2009). doi:10.1038/onc.2009.237. PMID 19684620.
- “Calreticulin, a Ca2+-binding chaperone of the endoplasmic reticulum”. The International Journal of Biochemistry & Cell Biology 37 (2):  260–6. (Feb 2005). doi:10.1016/j.biocel.2004.02.030. PMID 15474971.
- “Transcriptional control of the calreticulin gene in health and disease”. The International Journal of Biochemistry & Cell Biology 41 (3):  531–8. (Mar 2009). doi:10.1016/j.biocel.2008.06.020. PMID 18765291.
- “Calreticulin controls the rate of assembly of CD1d molecules in the endoplasmic reticulum”. The Journal of Biological Chemistry 285 (49):  38283–92. (Dec 2010). doi:10.1074/jbc.M110.170530. PMC 2992262. PMID 20861015.
- “Gene-centric association signals for lipids and apolipoproteins identified via the HumanCVD BeadChip”. American Journal of Human Genetics 85 (5):  628–42. (Nov 2009). doi:10.1016/j.ajhg.2009.10.014. PMC 2775832. PMID 19913121.
- “Interactions of NK cell receptor KIR3DL1*004 with chaperones and conformation-specific antibody reveal a functional folded state as well as predominant intracellular retention”. Journal of Immunology 186 (1):  62–72. (Jan 2011). doi:10.4049/jimmunol.0903657. PMC 3129036. PMID 21115737.
- “Extracellular calreticulin is present in the joints of patients with rheumatoid arthritis and inhibits FasL (CD95L)-mediated apoptosis of T cells”. Arthritis and Rheumatism 62 (10):  2919–29. (Oct 2010). doi:10.1002/art.27602. hdl:10871/13850. PMID 20533543.
- “Lysyl tRNA synthetase is required for the translocation of calreticulin to the cell surface in immunogenic death”. Cell Cycle 9 (15):  3072–7. (Aug 2010). doi:10.4161/cc.9.15.12459. PMID 20699648.
- “Altered expression of glycoproteins on the cell surface of Jurkat cells during etoposide-induced apoptosis: shedding and intracellular translocation of glycoproteins”. Biochimica et Biophysica Acta (BBA) - General Subjects 1790 (10):  1198–205. (Oct 2009). doi:10.1016/j.bbagen.2009.05.019. PMID 19524015.
- “Functional analysis of recombinant calreticulin fragment 39-272: implications for immunobiological activities of calreticulin in health and disease”. Journal of Immunology 185 (8):  4561–9. (Oct 2010). doi:10.4049/jimmunol.1000536. PMID 20855873.
- “Suppressive roles of calreticulin in prostate cancer growth and metastasis”. The American Journal of Pathology 175 (2):  882–90. (Aug 2009). doi:10.2353/ajpath.2009.080417. PMC 2716982. PMID 19608864.
- “Variation at the NFATC2 locus increases the risk of thiazolidinedione-induced edema in the Diabetes REduction Assessment with ramipril and rosiglitazone Medication (DREAM) study”. Diabetes Care 33 (10):  2250–3. (Oct 2010). doi:10.2337/dc10-0452. PMC 2945168. PMID 20628086.
- “Novel mutations in the calreticulin gene core promoter and coding sequence in schizoaffective disorder”. American Journal of Medical Genetics Part B 153B (2):  706–9. (Mar 2010). doi:10.1002/ajmg.b.31036. PMID 19760677.
- “Unfolded protein response suppresses CEBPA by induction of calreticulin in acute myeloid leukaemia”. Journal of Cellular and Molecular Medicine 14 (6B):  1509–19. (Jun 2010). doi:10.1111/j.1582-4934.2009.00870.x. PMC 3829017. PMID 19659458.